# Anne Sander

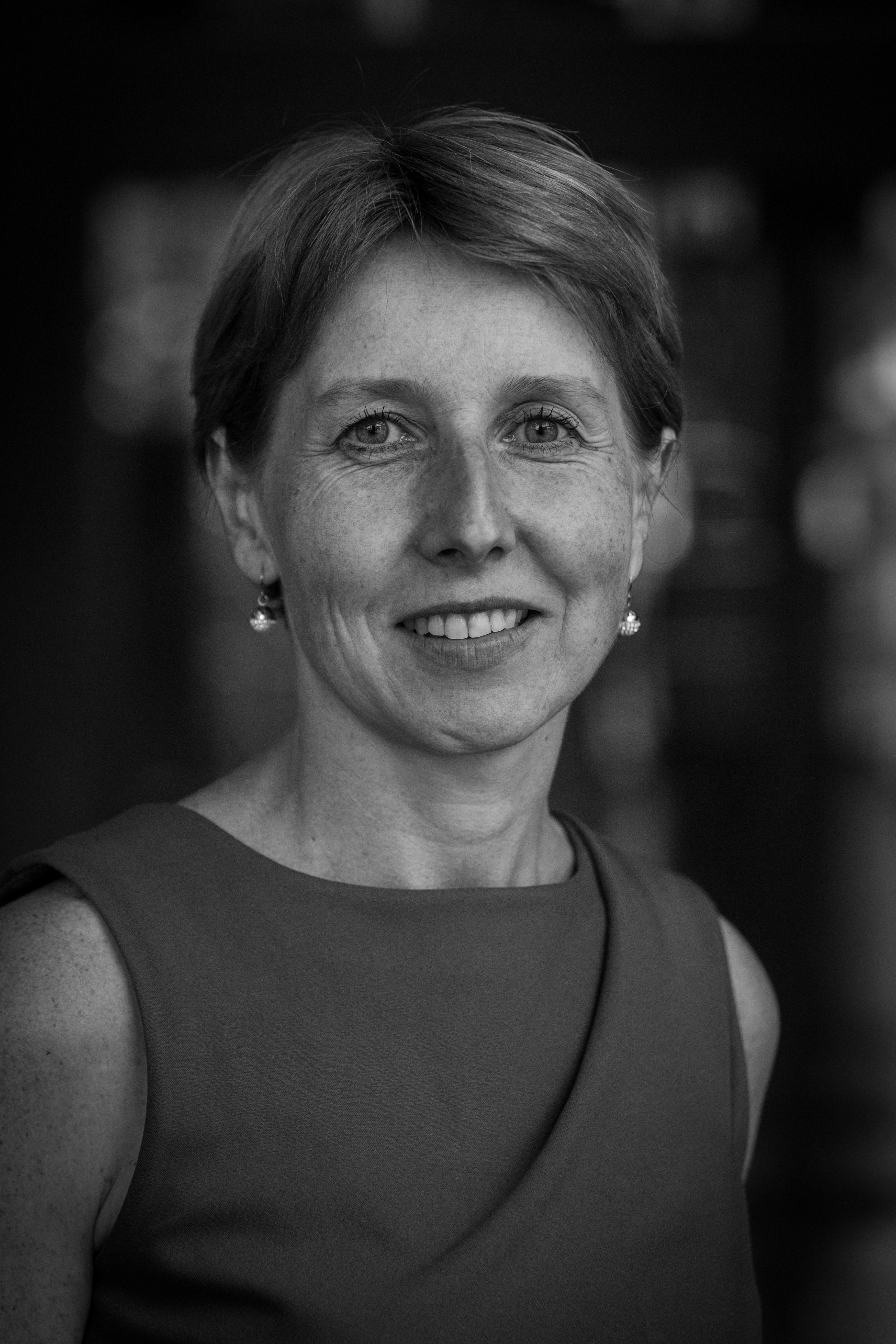
Anne Sander

Anne Sander (* 1. Oktober 1973 in Haguenau, Département Bas-Rhin) ist eine französische Politikerin der Les Républicains (bis 2015 UMP). Sie war von 2014 bis 2024 Mitglied des Europäischen Parlaments, wo sie von 2019 bis 2024 als Quästorin amtierte.

## Leben
Anne Sander ist die Tochter des elsässischen Bankiers Jean-Marie Sander. Sie absolvierte ein Studium der Wirtschafts- und Verwaltungswissenschaften an der Universität Straßburg, das sie 1996 mit der Maîtrise abschloss. Im Jahr darauf erwarb sie in Marseille ein DESS im Fach Lokale Entwicklung und Stadtpolitik. Nach Straßburg zurückgekehrt, machte sie 1999 einen Master of economics im Bereich technischer und industrieller Wandel. An derselben Universität promovierte sie 2005 in Wirtschaftswissenschaften.
Von 2000 bis 2014 arbeitete Sander als Parlamentarische Mitarbeiterin des EU-Abgeordneten Joseph Daul (UMP). Von 2001 bis 2013 war sie Mitglied der Französischen Jungen Wirtschaftskammer und von 2007 bis 2013 Mitglied des Conseil économique, social et environnemental régional (CESER; Regionaler Wirtschafts‑, Sozial- und Umweltrat) des Elsass. Sie wurde 2010 zur stellvertretenden Vorsitzenden des konservativen UMP im Departement Bas-Rhin (in dem Straßburg liegt) gewählt. 2013 wurde sie Vizepräsidentin des CESER Elsass.
Bei der Europawahl 2014 wurde Sander für die UMP zur Abgeordneten im Europäischen Parlament gewählt. Dort sitzt sie in der christdemokratischen EVP-Fraktion. Sie gehörte von 2014 bis 2017 dem Ausschuss für Beschäftigung und soziale Angelegenheiten an, von 2017 bis 2019 dem Ausschuss für Wirtschaft und Währung, zudem war sie Delegierte für die Beziehungen zu Japan. Die UMP benannte sich 2015 in Les Républicains um. Nach ihrer Wiederwahl 2019 wurde sie als eine der fünf Quästoren in das Präsidium des Europäischen Parlaments gewählt. Zudem war sie Mitglied im Ausschuss für Landwirtschaft und ländliche Entwicklung sowie Delegierte für die Zusammenarbeit im Norden und für die Beziehungen zur Schweiz und zu Norwegen, im Gemischten Parlamentarischen Ausschuss EU-Island und im Gemischten Parlamentarischen Ausschuss EWR.